# Дадіані

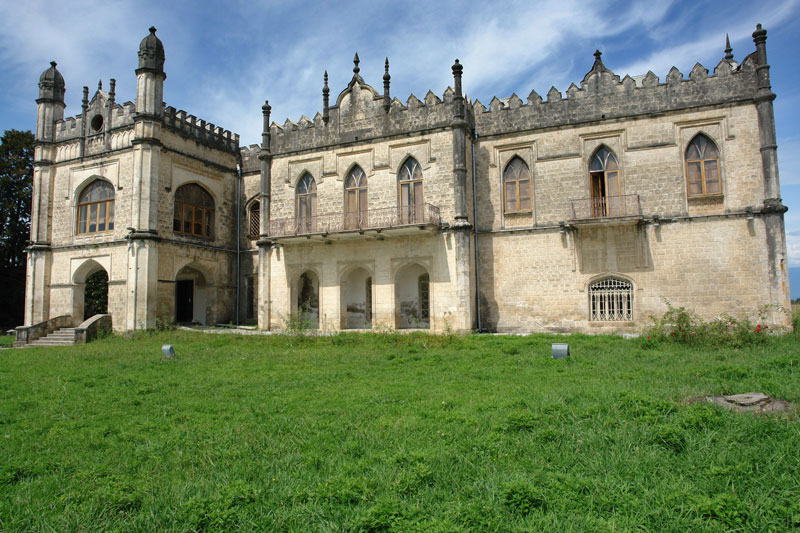
Палац князів Дадіані в Зугдіді

Дадіані (груз. დადიანი) — рід князів (мтаварів) Мегрельського князівства.
Існувало два доми Дадіані:
- Дадіані першої династії — правили до 1691 року. Мали одне походження з правителями Гурійського князівства. Їхні нащадки виїхали до Росії та відомі під прізвищем Дадіанови.
- Дадіані другої династії — з дому Чіковані, правили з 1691 до 1866 року.

Усипальницею Дадіані першої династії слугував собор Христа Спасителя в Цаленджиху, а другої — кафедральний собор у Мартвілі.

## Володарі Мегрелії

### Перша династія

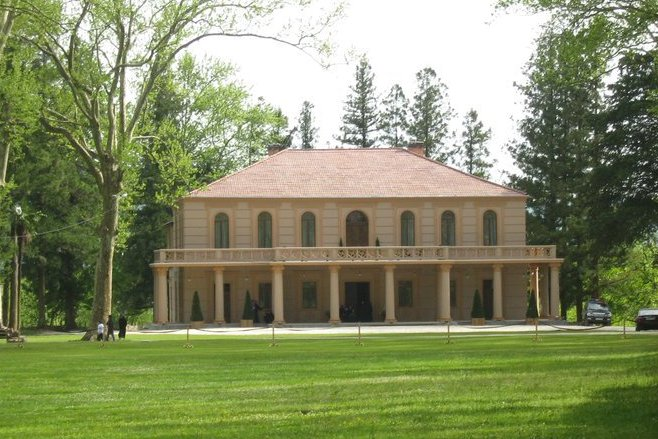
Палац князів Дадіані в Салхіне — літня резиденція

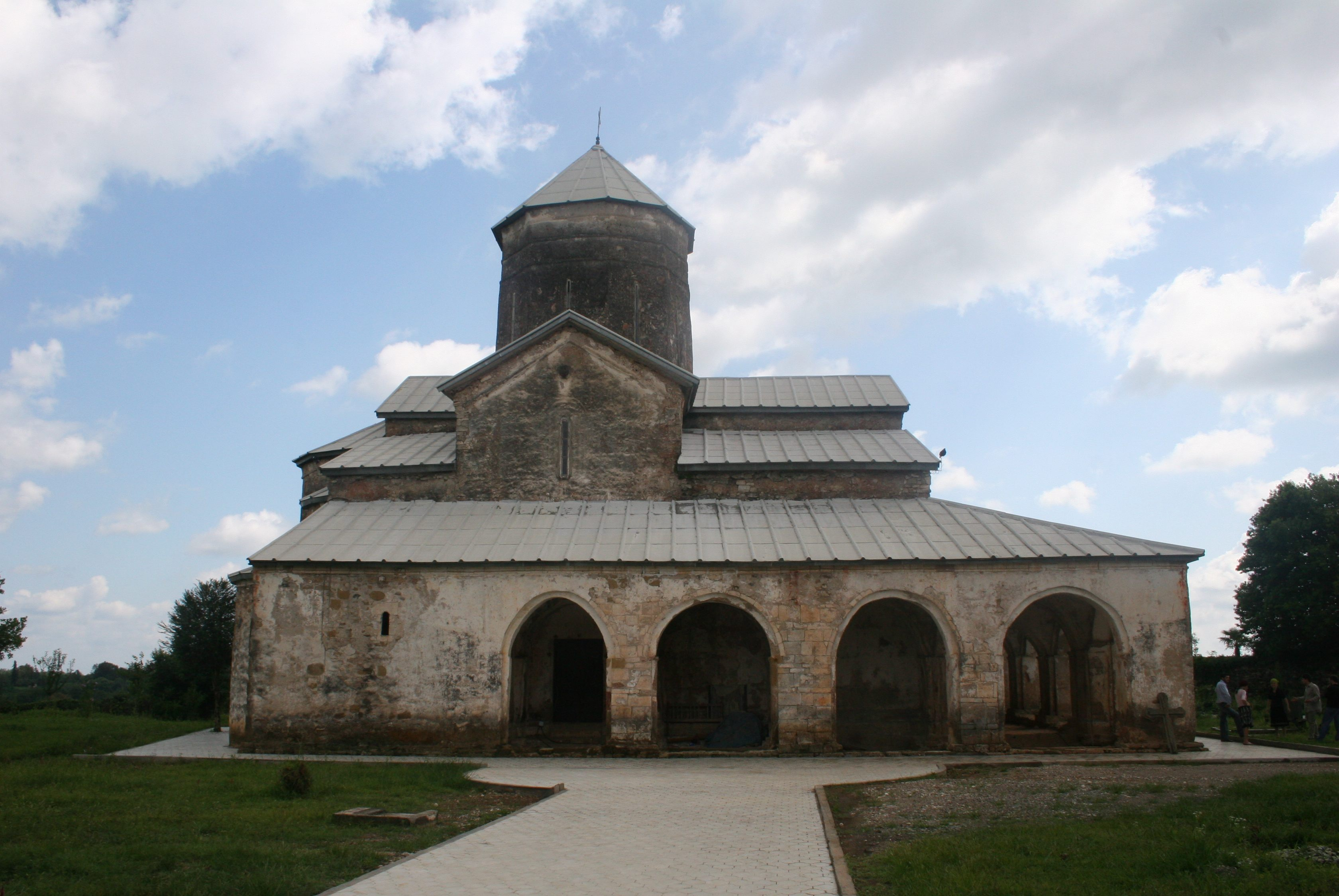
Собор Христа Спасителя в Цаленджиху з родинною каплицею та усипальницею першої династії

Герб Світлійшого князя Миколая Давидовича Мінгрельського (Загальний гербовник частина 13 № 2)

- Вардан I — (? — 1184)
- Вардан II — (1184–1213 або бл. 1180-ті — 1190-ті)
- Шергіл — (1213–1250 або бл. 1220-ті — 1240-ві), син попереднього
- Вардан III — (1250–1260 або бл. 1240-ві — 1250-ті), син попереднього
- Цотне — (1260–1300 або бл. 1270-ті — бл. 1290-ті), брат останнього
- Георгій I — (1300 (або бл. 1293)- 1323), син попереднього
- Маміа I — (1323–1345), син попереднього
- Георгій II — (1345–1384), син попереднього
- Вамех I — (1384–1396), син попереднього
- Маміа II — (1396–1414), син попереднього
- Ліпарит I — (1414–1470), син попереднього
- Шамадавле — (1470–1474 (або 1473)), син попереднього
- Вамех II — (1474–1482), дядько попереднього (брат?)
- Ліпарит II — (1482–1512), син Шамадавле
- Маміа III — (1512–1532 (або 1533)), син попереднього
- Леван I — (1532 (або 1533) — 1546), син попереднього
- Георгій III — (1546–1573 та 1578 (або 1574) — 1582), син попереднього
- Маміа IV — (1573–1578 (або 1574–1574) та 1582–1590), брат попереднього
- Манучар I — (1590–1611), син попереднього
- Леван II — (1611–1657), син попереднього
- Ліпарит III — (1657–1658), племінник попереднього
- Вамех III — (1658–1661), двоюрідний дядько попереднього (син Георгія Ліпартіані)
- Леван III — (1661–1681), двоюрідний племінник попереднього (племінник Леван II)
- Леван IV — (1681–1691), син попереднього

### Друга династія (Чіковані)
- Георгій IV — (1691 (або 1700) — 1704 та 1710–1715 (або 1714))
- Кація I — (1704–1710), син попереднього
- Бежан I — (1715 (або 1714)—1728), брат попереднього
- Отія I — (1728–1757 (або 1758)), син попереднього
- Кація II — (1757 (або 1758)—1788), син попереднього
- Григол I — (1788–1791, 1794–1802 та 1802–1804), син попереднього
- Манучар II — (1791–1793), брат попереднього
- Таріел — (1793–1794 та 1802–1802), брат попереднього
- Леван V — (1804–1840), племінник попереднього (син Григола I)
- Давид I — (1840–1853), син попереднього
- Микола I — (1853–1867), син попереднього

Нащадки Кація I володіли Мінгрелією до 1803 року, коли князь Григорій Дадіані прийняв підданство Росії на правах васального володаря. 1867 року князь Микола Дадіані остаточно поступився своїми правами на Мінгрелію Росії, причому отримав титул світлості та прізвище князя Мінгрельського для себе та старшого в роді своїх нащадків; його брат Андрій отримав прізвище князя Дадіані-Мінгрельського; молодші ж нащадки князя Миколи Мінгрельського та всі нащадки князя Андрія Дадіані-Мінгрельського зберігають прізвище князів Дадіані, яку мають також багато інших гілок цього роду.

## Глави княжого дому Мегрелії (після 1867)
- Микола (I) — (1867–1903)
- Микола (II) — (1903–1919), син попереднього
- Григол (II) — (1919–1924), троюрідний брат попереднього
- Григол (III) — (1924–1976), син попереднього
- Бутхузі — (1976–1989), син попереднього
- Леван (VI) — (з 1989), брат попереднього.
- Костянтин (II), син попереднього

## Опис гербу
У лазурному щиті на золотій траві золотий із червленими жолудями дуб, на ньому на червленій стрічці повішено золоте руно с червленими рогами й копитами. Перед дубом золотий дракон з червленими очима та хвостом, який дихає червленим полум'ям.
Над щитом срібний із золотими прикрасами шолом зі стрілкою та кольчугою, коронований золотою короною. Нашоломник: золоте крило дракона. Намет: лазуровий з золотом. Девіз: «НОС NOLI TANGERE» золотом на лазуровій стрічці. Герб прикрашений червленою, підбитою горностаєм, мантією з золотими китицями, увінчаний княжою короною.

## Видатні представники
- Маріам Дадіані — цариця картлійська.
- Дадіан-Мінгрельський Георгій Григорович — світлійший князь, генерал-майор.
- Чавчавадзе-Дадіані Катерина Олександрівна (1816–1882) — правителька Мегрелії.
- Дадіані Григорій Леванович (1814–1901) — світлійший князь, генерал від інфантерії, поет.
- Дадіані Костянтин Леванович — світлійший князь, генерал від кавалерії.
- Дадіані Отіа Елізбарович (1838–1915) — князь, генерал-майор.
- Дадіані Андрій Давидович — світлійший князь Дадіан-Мінгрельський, генерал-лейтенант.
- Шалва Дадіані (1874–1959) — актор, письменник, драматург, громадський діяч.
- Дадіані Ліонель Якович (нар. 1927) — к.ю.н., д.і.н., професор, головний науковий співробітник Інституту соціології РАН.